# Suprematsakte
Die Suprematsakte (engl. Act of Supremacy) ist ein am 3. November 1534 vom englischen Parlament erlassenes Gesetz, das König Heinrich VIII. zum Oberhaupt der Kirche von England machte.
Mit dem Gesetz wurde die anglikanische Staatskirche geschaffen, die sich damit vom Papsttum der römisch-katholischen Kirche lossagte. Das Gesetz stützte sich in seiner Begründung auf die Schrift De vera obedientia (Über den wahren Gehorsam) des Bischofs von Winchester, Stephen Gardiner.
Die katholische Maria I. ließ den Act of Supremacy 1553 außer Kraft setzen. Unter Elisabeth I. wurde sie 1558 im Zuge der Religionsregelung wieder eingeführt. Elisabeth ließ jedoch den bisherigen Titel „Supreme Head“ in „Supreme Governor“ umformulieren. Führende Theologen hatten kritisiert, eine Frau könne kein innerkirchliches Amt innehaben. Seit dieser Änderung bekleidet der englische Monarch ein außerkirchliches Amt, ist dabei trotzdem in Führungsposition.

## Originaltext der Suprematsakte
„Albeit the king’s majesty justly and rightfully is and ought to be the supreme head of the Church of England, and so is recognized by the clergy of this realm in their Convocations, yet nevertheless for corroboration and confirmation thereof, and for increase of virtue in Christ’s religion within this realm of England, and to repress and extirp all errors, heresies, and other enormities and abuses heretofore used in the same; be it enacted by authority of this present Parliament, that the king our sovereign lord, his heirs and successors, kings of this realm, shall be taken, accepted, and reputed the only supreme head in earth of the Church of England, called Anglicana Ecclesia; and shall have and enjoy, annexed and united to the imperial crown of this realm, as well the title and style thereof, as all honours, dignities, pre-eminences, jurisdictions, privileges, authorities, immunities, profits and commodities to the said dignity of the supreme head of the same Church belonging and appertaining; and that our said sovereign lord, his heirs and successors, kings of this realm, shall have full power and authority from time to time to visit, repress, redress, reform, order, correct, restrain, and amend all such errors, heresies, abuses, offences, contempts, and enormities, whatsoever they be, which by any manner spiritual authority or jurisdiction ought or may lawfully be reformed, repressed, ordered, redressed, corrected, restrained, or amended, most to the pleasure of Almighty God, the increase of virtue in Christ’s religion, and for the conservation of the peace, unity, and tranquillity of this realm; any usage, custom, foreign law, foreign authority, prescription, or any other thing or things to the contrary hereof notwithstanding.“
Deutsche Übersetzung
"Obwohl die Majestät des Königs gerechterweise und rechtens das Oberhaupt der Kirche von England ist und sein sollte, und so von der Geistlichkeit dieses Reiches in ihren Konvokationen anerkannt wird, so sei es dennoch zur Bestätigung und Verstärkung davon und zur Förderung der Tugend in der Religion Christi in diesem Reich England und zur Unterdrückung und Ausrottung aller Fehler, Häresien und anderer Gräueltaten und Missbräuche, die bisher darin begangen wurden, verabschiedet durch die Autorität dieses gegenwärtigen Parlaments, dass der König unser souveräner Herr, seine Erben und Nachfolger, Könige dieses Reiches, als das einzige Oberhaupt auf Erden der Kirche von England, genannt Anglicana Ecclesia, betrachtet und geachtet werden sollen. Sie sollen den Titel und die Bezeichnung sowie alle Ehren, Würden, Vorrechte, Jurisdiktionen, Privilegien, Autoritäten, Immunitäten, Gewinne und Nutzen, die zur Würde des Oberhaupts dieser Kirche gehören und zugehörig sind, an die Kaiserkrone dieses Reiches angefügt und vereint haben und genießen; und unser souveräner Herr, seine Erben und Nachfolger, Könige dieses Reiches, sollen volle Macht und Autorität haben, von Zeit zu Zeit alle Fehler, Häresien, Missbräuche, Vergehen, Verachtungen und Gräueltaten zu besuchen, zu unterdrücken, zu berichtigen, zu ordnen, zu korrigieren, zu beschränken und zu verbessern, wie sie auch immer sein mögen, die durch irgendeine geistliche Autorität oder Jurisdiktion rechtmäßig reformiert, unterdrückt, geordnet, berichtigt, beschränkt oder verbessert werden können, am meisten zur Freude des allmächtigen Gottes, zur Förderung der Tugend in der Religion Christi und zur Erhaltung des Friedens, der Einheit und der Ruhe dieses Reiches; ungeachtet irgendeiner Nutzung, Gewohnheit, ausländischen Gesetzes, ausländischen Autorität, Verordnung oder irgendetwas anderem, das dem entgegensteht."

## Quelle
- Henry Bettenson (Hrsg.): Documents of the Christian Church, 2. Aufl. Oxford University Press, Oxford 1963, S. 227.